# Тарас. Повернення
«Тарас. Повернення» (робочі назви: «Прощання з пустелею», «Таразі. Прощання з пустелею») — український фільм режисера Олександра Денисенка про останні три місяці заслання Тараса Шевченка у Новопетровському укріпленні на Мангистау.
9 березня 2019 року відбувся передпрем'єрний показ фільму в Національному музеї Тараса Шевченка. 13 вересня 2019 року відбулася фестивальна прем'єра фільму на Міжнародному кінофестивалі «Бруківка» у Кам'янці-Подільському. В український широкий прокат стрічка вийшла 24 вересня 2020 році; за перший тиждень прокату фільм "Тарас. Повернення" увійшов у ТОР-десяти найкращих фільмів; прокатник — Svoe kino.
Фільм розповідає про Тараса Шевченка на засланні, перед самим його звільненням з солдатчини. Сюжет фільму побудований на історії переслідування Шевченка агентами царської таємної поліції — «Охранки» у найтяжчі для нього останні тижні перебування в Новопетрівській фортеці на Мангістау (Казахстан).

## Сюжет

Англомовний тізер-постер

Тікаючи від військового «Дядьки» біля Новопетровської фортеці, Тарас Шевченко опиняється біля пихатого поручника Андрія, що знущається з денщика Буркова. Андрій погрожує застрелити Шевченка, але втручається капітан Косарєв, якому поручник програв коня.
До казарми, в якій Шевченко живе разом з солдатами, прибуває поручник Стефан, щоб командувати військовим походом. Казахські повстанці отамана Іси підпалюють поштовий корабель. Лист про звільнення Шевченка, що був на борту, Стефан під прикриттям цього ховає, бо вважає, що поет надто небезпечний, аби його відпускати. Після цього Шевченку стає зле, він починає марити і його кидають у карцер. Командування вишукує винних у пожежі та вводить суворі порядки.
Шевченко отямлюється в будинку Агати Ускової — дружини коменданта Новопетровської фортеці Іраклія Ускова, який сам родом з України. Іраклій радить лишатися в будинку, щоб уникнути відправки в бій. Агата тим часом у захваті від віршів Шевченка. Гуляючи околицями, Шевченко зустрічає поляка-артилериста Мацея, що вирізняється гуманістичними поглядами та співчуває несправедливо покараним солдатам. Шевченку стає відомо, що помер денщик, якого покарали шпіцрутенами.
Згодом влаштовується нове побиття шпіцрутенами, щоб не лише покарати втікача Буркова, а й залякати місцеве населення. Шевченко та Мацей спостерігають за цим здаля. Побитий до крові Бурков пронизує себе штиком.
Місцева мисливиця Катя, приставлена Іраклієм наглядати за Шевченком, довідується, що той планує втечу. Серед скель Шевченко зробив карту, проте Катя нікому цього не розказує. Віддаляючись від фортеці, Шевченко помічає, що Катя слідує за ним. Агата вимагає від чоловіка, щоб він розказа їй де Шевченко, бо лише в його віршах Агата знаходить розраду від життя на чужині. Іраклій зізнається, що Шевченко втік. Тим часом Катя приводить Шевчека в свій аул.
Росіяни під проводом Косарєва знаходять аул отамана Іси, тому казахи покидають насиджене місце, а Шевченко повертається в околиці фортеці. Він зустрічає Агату на кладовищі, вона закликає Шевченка здатися. Іраклій, бачачи страждання дружини, обіцяє відпустити поета, коли дістане наказ.
На бенкеті в Іраклія Мацей закликає відмовитися від тілесних покарань солдатів, але решта військових не підтримують його. З Іраклія починає глузувати Косарєв, мовляв, Агата зраджує йому з Шевченком, але сварку перериває візит самого поета. Скориставшись нагодою, Катя вривається на бенкет і ранить двох військових, серед них Стефана. Шевченко тікає разом із нею.
Солдати вирушають розправитися з повстанцями. Тоді Іраклій розуміє, що Косарєв заманив його в пастку, щоб казахи вбили його серед скель. Іраклій і Косарєв сходяться в поєдинку на шаблях. Іраклій перемагає та заявляє, що знає де лист про звільнення Шевченка. Суперник погоджується відпустити поета.
Наступним кораблем Шевченко відпливає в Астрахань. Іраклій дає йому на прощання український огірок, вирощений в Казахстані.

## У ролях
- Борис Орлов — Тарас Шевченко
- Роман Луцький — Мацей Мостовський
- Богдан Бенюк — Дядька
- Олександр Пожарський — Косарєв
- Ганна Топчій — Агата Ускова
- Олег Волощенко — фон Ферт
- Євген Юхновець — Петров
- Юрій Шульган — Іраклій Усков
- Вероніка Шостак — Анфіса
- Геннадій Скарга — Нікольський
- Акнієт Оринтай — Катя

## Дубляж українською
В оригіналі в стрічці звучить українська, російська, казахська, шведська і польська мова однак для кінопрокату в Україні творці створили одноголосий овервойс, де репліки російською, казахською, польською та шведською мовами озвучено українською.

## Кошторис
Стрічка у 2012 році стала переможцем четвертого конкурсного відбору Держкіно. Загальний заявлений у 2012 році кошторис стрічки — ₴44.8 мільйонів, з них 50 % (₴22,4 млн) надало Держкіно.
Стрічка у 2018 році також брала участь у патріотичному пітчингу Мінкульту, але не перемогла. Тоді у 2018 році творці подавалися на грант Мінкульту для створення 4-серійної версії фільму (на додачу до повнометражної художньої, фінансування якої частково оплатило Держкіно). Загальний заявлений у 2018 році кошторис для створення 4-серійної версії стрічки — ₴7.6 мільйонів, з них 50 % (₴3,8 млн) мало надати Мінкультури. З середнім балом 24,0 фільм не потрапив до списку 69 фільмів які отримають фінансову підтримку від Мінкульту.

## Виробництво
Сценарій фільму «Прощання з пустелею» виграв Міжнародний конкурс кіносценаріїв до 200-літнього ювілею Т. Шевченка у березні 2012.
Після перемоги проєкту стрічки у 2012 році у четвертому конкурсі відбору Держкіно фільмування стрічки розпочалося не відразу, а аж у 2016 році. У липні 2016 року розпочали знімання фільму в Києві в фортеці Косий Капонір, впродовж серпня і вересня 2016 року відбувалося знімання на півострові Мангістау (Казахстан) в пустелі біля м. Форт Шевченко, а у грудні 2016 року в Одеській кіностудії завершили павільйонне знімання. У квітні 2017 року відбулося знімання сцен в урочищі Капшагай (Казахстан), у травні 2017 року відбулося дознімання в Одеській області в Білгородській фортеці та в околицях Білгорода-Дністровського. У червні 2017 року було знято останній епізод фільму «Казарма».
Постпродакшн та монтування були завершені у грудні 2017 року, 22 грудня 2017 року творці здали готову стрічку Держкіно.

## Реліз

Україномовний тізер-постер

### Допрем'єрний та фестивальний реліз
У четвер, 9 березня 2017 року, в день 203-ї річниці з дня народження українського поета та письменника Тараса Шевченка презентували тизер художнього фільму «Тарас. Повернення».
9 березня 2019 року відбувся передпрем'єрний показ фільму в Національному музеї Тараса Шевченка.
13 вересня 2019 року відбулася фестивальна прем'єра фільму на Міжнародному кінофестивалі «Бруківка» у Кам'янець-Подільському, де фільм брав участь у конкурсній програмі. Згодом 21 жовтня 2019 року фільм також було представлено у конкурсній програмі Рівненського міжнародного кінофестивалю «Місто мрії». Згодом 9 листопада 2019 року фільм було представлено на VIII Трускавецькому міжнародному кінофестивалі «Корона Карпат».
На міжнародні закордонні кінофестивалі, які за усталеними міжнародними нормами приймають лише ті картини на конкурси, термін після закінчення виробництва яких не перевищує двох років, фільм не міг бути представлений, оскільки компанія-продуцент ТОВ "Інсайтмедіа" впродовж трьох років технічно не спромоглася доробити картину (не була зроблена кольорокорекція і комп'ютерна графіка). Після прийняття фільму Держкіно у грудні 2017 і формальним ніби-то закінченням фільму майже через три роки 17 вересня 2020 перед самим прокатом фільму в Україні з 24.09.2020, компанія "Інсайтмедіа" завершила роботи над кольорокорекцією та комп'ютерною графікою.
Великий інтерес до фільму глядачів спричинився до того, що на прохання і за підтримки тих же глядачів впродовж 2018-2020 років фільм показали на 25 громадських показах в Україні, та на 14 громадських показах у Канаді, США та Польщі. Загалом на громадських показах фільм подивилося близько 9 тисяч осіб.

### Кінопрокатний реліз
В український прокат стрічка мала вийти 2 квітня 2020 року від прокатника Svoe kino, але у березні 2020 року реліз перенесли на 24 вересня 2020 через пандемію коронавірусу. В український прокат стрічка вийшла з одноголосим україномовним псевдодубляжем, де російськомовні-в-оригіналі репліки було переозвучено українською.

### Реліз для домашнього відео та VOD
Фільм став доступний на VOD-платфомі Vimeo On Demand 20 жовтня 2020 року для IP з всього світу (окрім України), та 20 листопада 2020 року на VOD-платфомі sweet.tv для IP з України. Однк стрічка, як на Vimeo On Demand так і на sweet.tv, стала доступна глядачем на легальних VOD-платформахи Vimeo on Demand/sweet.tv суто з оригінальною російськомовною аудіо-доріжкою: творці не додали опцію обрати субтитри українською мовою чи аудіо-доріжку з україномовним овервойсом, яку було створено для кінотеатрального прокату в Україні. Відповідно легально переглянути стрічку з україномовною аудіо-доріжкою неможливло; єдине місце де глядач може знайти фільм з україномовною аудіо-доріжкою — це нелегальні торрент-трекери, куди фільм з україномовним овервойсом потрапив ще у червні 2019 року (після того як на початку червня 2019 року виробник стрічки, ІнстайтМедіа, ненароком виклав на кілька днів версію фільму з україномовним дубляжем на свій канал Vimeo). У вільний доступ на ЮТУБі фільм було виставлено 9 березня 2022 року на вимогу Мінкульту на підтримку ЗСУ у війні проти російських загарбників, як патріотичне кіно, що показує боротьбу Тараса Шевченка з цілим російським гарнізоном у казахських степах, в якій Шевченко перемагає. Але вже 17 липня 2022 року ТОВ "Інсайтмедіа" зняло фільм з ЮТУБу. Наразі фільму немає у вільному доступі, хоч картина була завершена вже 5 років тому. І оскільки Держкіно України з незрозумілих причин повністю передало всі свої права ТОВ "Інсайтмедіа. Продюсерський центр" до 2039 року, сподіватися, що фільм "Тарас. Повернення" буде виставлений у вільний доступ найближчим часом не доводиться.

## Сприйняття
Сергій Тримбач у газеті «День» писав, що цей фільм — «робота митця, який пізнав матеріал Шевченкового життя на багатьох рівнях», де «пейзаж той добре вписується у чільну фабулу картини». Реальний Шевченко описував околиці Новопетрівської фортеці як нудну рівнину, але в фільмі це гористий пейзаж, у який Шевченко «пірнає», знаходить там однодумців і душевний порятунок.
Микола Маранчак з незалежного проєкту «Нове українське кіно» описував роль Шевченка: «Він дивиться повз жінок і ворогів постійно вдалечінь, змінюючи сакральні казахські степи та печери на аули та форт, і так по колу. Він чекає, і це — все, чим він зайнятий протягом стрічки». Фільм багато уваги приділяє пейзажам, поки «глядач так і залишається в очікуванні свободи поета».

## Нагороди
У вересні 2019 року у Кам'янці-Подільському на кінофестивалі «Бруківка» фільм отримав 1-шу нагороду як найкращий художній український фільм, операторська робота оператора фільму Олександра Кришталовича була визнана найкращою, а приз за найкращу акторську гру акторів у головній ролі був вручений акторам фільму Анні Топчій та Юрію Шульгану.
Наприкінці жовтня 2019 року на Міжнародному кінофестивалі «Місто мрії» у Рівному фільм виборов перше місце у номінації художніх фільмів.

## Похідні твори

### Кінороман за сценарієм фільму
У березні 2018 року КСД видало роман Олександра Денисенка з однойменною назвою «Тарас. Повернення», у якому багато сюжетних ліній, сцен і персонажів, котрих глядач не побачить у фільмі. Виданий роман є першою частиною неопублікованого роману-трилогії Олександра Денисенка «Три душі, три ворони, три лірники».